# Toyota Hilux Champ
Toyota Hilux Champ - середньорозмірний пікап, що випускається компанією Toyota Motor Corporation з 2023 року. В ієрархії позиціонується нижче Toyota Hilux і продається на ринках, що розвиваються.

## Історія
Концепт-кар Toyota IMV 0 вперше був представлений 14 грудня 2022 року в Таїланді, потім 10 серпня 2023 року автомобіль був представлений в Індонезії під назвою Toyota Rangga. Раніше наприкінці 1990-х років індекс Rangga присвоювався автомобілям Toyota Kijang. 22 серпня 2023 року Toyota Hilux Champ був представлений на Філіппінах.
У жовтні 2023 року Toyota Hilux Champ був представлений на Токійському автосалоні. Автомобіль був представлений під видами пересувного кафе, вантажного автомобіля, автомобіля швидкої допомоги, позашляховика та автобудинку.
Серійно автомобіль випускається з 27 листопада 2023 року у Таїланді. Існують варіанти як з довгою, так і з короткою колісною базою.

## Двигуни
Бензинові:
- 2.0 L 1TR-FE I4
- 2.7 L 2TR-FE I4

Дизельний:
- 2.4 L 2GD-FTV turbo I4